# Voice (씨엔블루의 음반)
《Voice》는 그룹 씨엔블루(CNBLUE)의 두 번째 미니앨범으로, 2009년 11월 25일 일본에서 발매되었다.

## 수록곡
1. Voice
2. Wanna Be Like U
3. Never too late - 이종현 작곡
4. Y, Why… - 정용화 작사 및 작곡
5. One of a kind